# Gornji Podgradci
Gornji Podgradci är ett samhälle i Bosnien och Hercegovina.   Det ligger i entiteten Republika Srpska, i den nordvästra delen av landet, 170 km nordväst om huvudstaden Sarajevo. Gornji Podgradci ligger 176 meter över havet och antalet invånare är 1 810.
Terrängen runt Gornji Podgradci är kuperad åt sydväst, men åt nordost är den platt.Närmaste större samhälle är Bosanska Gradiška, 18,9 km nordost om Gornji Podgradci. 
Omgivningarna runt Gornji Podgradci är en mosaik av jordbruksmark och naturlig växtlighet. Runt Gornji Podgradci är det ganska tätbefolkat, med 67 invånare per kvadratkilometer.